# Ivan Závracký
Ivan Závracký (* 24. ledna 1961) je bývalý slovenský fotbalový brankář. Po skončení aktivní kariéry působí jako trenér.

## Fotbalová kariéra
V československé lize hrál za ZVL Žilina. Nastoupil v 1 ligovém utkání. Ve druhé nejvyšší soutěži hrál za TTS Trenčín a VTJ Tábor.

## Ligová bilance
| Ročník                                      | Zápasy | Góly | Klub        |
| ------------------------------------------- | ------ | ---- | ----------- |
| 1. slovenská národní fotbalová liga 1982/83 | 2      | 0    | TTS Trenčín |
| Česká národní fotbalová liga 1983/84        | 2      | 0    | VTJ Tábor   |
| Česká národní fotbalová liga 1984/85        | 5      | 0    | VTJ Tábor   |
| 1. československá fotbalová liga 1986/87    | 1      | 0    | ZVL Žilina  |
| CELKEM                                      | 1      | 0    |             |